# OneIce Arena
Ледовый дворец OneIce арена (англ. OneIce Arena) — ледовая арена в посёлке Тнувот.  Арена является домашним стадионом для хоккейных команд центра страны. Это третья ледовая арена в Израиле.

## Описание
OneIce арена — это спортивный центр для занятий хоккеем на льду и фигурным катанием. В центре два катка. Главный каток стандартный 30х60, вмещает 1500 зрителей. Спортивный объект был открыт в 2018 году. Проект был осуществлён по инициативе Эли Абрамовича, ныне главы группы OneIce, и Павла Левина, менеджера таких команд, как Хорсез и Цоран Фальконс. 
Площадь сооружения 5000 кв. метров. Стоимость проекта 35 миллионов шекелей

## Спортивные мероприятия

### Хоккей с шайбой
В сезоне 2020/2021 на арене стали проводиться соревнования независимой OneIce лиги. 
Затем в израильском хоккее произошли изменения и федерацией хоккея, катками и лигами стала управлять OneIce group. Израильская хоккейная лига стала называться израильской Национальной Хоккейной Лигой и в сезоне 2022/2023 был разыгран первый турнир ИНХЛ.
В сезоне 2022/2023 проводились игры элитной хоккейной лиги Израиля. Участвовало восемь команд.
Этот турнир проводился в летние месяцы, когда все лиги мирового хоккея находятся в отпуску.

#### Международные соревнования
- В рамках мероприятий, посвященных 30-летию восстановления дипломатических отношений между Россией и Израилем, между сборными «Звёзды России» и ветеранами сборной Израиля было проведено несколько матчей[5].

- В 2023 году Израиль принимал чемпионат мира по хоккею с шайбой среди женщин в рамках группы В третьего дивизиона.

## Видео
- Репортаж об OneIce арене и развитие хоккея в Израиле